# Macroocula mahunkai
Macroocula mahunkai (лат.) — вид мелких ос рода Macroocula из семейства Bradynobaenidae (Apterogyninae). Египет, Тунис, Саудовская Аравия.

## Описание
Внешне похожи на ос-немок (Mutillidae). Длинатела самцов 14,5 мм, длина переднего крыла 11,0 мм. Глаза крупные, полусферические; их диаметр в несколько раз больше расстояния между ними и основанием усиков у самцов или равно ему у самок. Основная окраска красновато-жёлтая (голова, грудь и первый тергит; другие части брюшко темнее). Вертлуги средней пары ног с выступом (на переднем и заднем выступов нет). Имеют резкий половой диморфизм: самки бескрылые с короткими 12-члениковыми усиками, самцы крылатые с длинными 13-члениковыми усиками. Биология неизвестна. Вид был впервые описан в 1994 году венгерско-румыно-израильским энтомологом Qabir Argaman (имя при рождении Károly György Nagy, также известен как Karol/Carol G. Nagy; 15.1.1940 — October 2003) под первоначальным названием Doryleika mahunkai Argaman, 1994. Видовое название дано в честь венгерского зоолога Dr Sándor Mahunka, собравшего типовую серию.